# Don't Throw Your Love Away
Don't Throw Your Love Away är ursprungligen en låt lanserad som b-sida av amerikanska tjejgruppen The Orlons till singeln "Bon-Doo-Wah" 1963. Låten återupptogs sedan av den brittiska gruppen The Searchers som släppte den på singel och fick sin tredje brittiska listetta med den. Den blev även en framgång i USA och i Sverige blev den gruppens största hitsingel och låg etta på Tio i topp i tre veckor.
Orlons originalversion är ganska avskalad med ett piano som huvudinstrument medan The Searchers version är snabbare och mer renodlad Merseybeat.

## Listplaceringar
| Lista (1964)   | Position               |
| -------------- | ---------------------- |
| Finland        | 24                     |
| Frankrike      | 55                     |
| Irland         | 1                      |
| Storbritannien | 1                      |
| Sverige        | 3 (Kvällstoppen)       |
| Sverige        | 1 (Tio i topp)         |
| USA            | 16 (Billboard Hot 100) |
| Västtyskland   | 37                     |